# إيورا
بلدية إيورا (بالإسبانية: Íllora) هي بلدية تقع في مقاطعة غرناطة التابعة لمنطقة أندلوسيا جنوب إسبانيا.

## الديموغرافيا
بلغ عدد سكان بلدية إيورا 10.346 نسمة عام 2011 (وفقاً للمعهد الوطني الإسباني للإحصاء).
| 10.797 | 10.672 | 10.288 | 10.210 | 10.390 | 10.440 | 10.346 |

## أعلام
- خوسيه إدواردو غونزاليس نافاس